# أوسكار نيلسون (لاعب هوكي الجليد)
أوسكار نيلسون (بالسويدية: Oskar Nilsson)‏ هو لاعب هوكي الجليد سويدي، ولد في 12 أبريل 1991 في لوليو في السويد.

## وصلات خارجية
- أوسكار نيلسون على موقع EliteProspects.com (الإنجليزية)
- أوسكار نيلسون على موقع HockeyDB.com (الإنجليزية)